# Storia di amanti moderni: la stagione del terrore
Storia di amanti moderni: la stagione del terrore è un film del 1969 diretto da Kōji Wakamatsu ed è appartenente al genere pinku eiga.

## Trama
Due agenti di polizia vengono incaricati di pedinare e osservare per 24 ore su 24 Hiroya, un giovane presunto terrorista. Gli agenti si sistemano in un appartamento confinante con quello di Hiroya e monitorano il suo comportamento. Per settimane e settimane i poliziotti si rendono conto che il ragazzo vive oziando e rinchiuso nel suo appartamento, non ricevendo alcuna visita e praticando il libero amore con le sue due ragazze e conviventi, Chieko e Miyoko. Stufi di assistere sempre alle stesse scene, gli agenti abbassano la guardia e non si accorgono che nell'unica occasione in cui esce, il sospettato si incontra con un suo vecchio amico, il quale critica aspramente il comportamento attuale di Hiroya. Passate altre settimane e con le cose che non sono cambiate di una virgola rispetto all'inizio, le autorità decidono di sospendere il servizio di sorveglianza. Poco tempo dopo Hiroya, colpito dalle parole del suo vecchio amico, si reca all'aeroporto e compie un attentato suicida.

## Distribuzione
In Italia è stato trasmesso direttamente in televisione nel programma Fuori orario. Cose (mai) viste.